# Syntomacrella guyanensis
Syntomacrella guyanensis är en insektsart som först beskrevs av Marius Descamps och Christiane Amédégnato 1970.  Syntomacrella guyanensis ingår i släktet Syntomacrella och familjen gräshoppor.

## Underarter
Arten delas in i följande underarter:
- S. g. guyanensis
- S. g. bicoloripes
- S. g. obscura
- S. g. lutea